# Гарем (фільм, 1967)
«Гарем» (італ. L'harem) — кінофільм режисера Марко Феррері.

## Сюжет
Класичний східний гарем об'єднує кілька безправних жінок і одного владику цього господарства — чоловіка. У картині показується перевертень: Маргеріту — шикарну блондинку і безліч чоловіків, які формують її гарем. Маргеріта не хоче робити вибір між чотирма чоловіками і одружитися з одним з них, щоб не втратити інших. Серед них є і сором'язливий, і дуже розкутий, і навіть представник сексуальної меншини! Ну чим не сім'я?

## В ролях
- Керрол Бейкер — Маргеріта
- Гастоне Москін — Джанні
- Ренато Сальваторі — Гаетано
- Мішель Ле Руайє — Майк
- Вільям Бергер — Маріо
- Уго Тоньяцці